# Grande Jacquerie
La Grande Jacquerie, qui a lieu en mai et juin 1358, est un soulèvement de paysans des campagnes d'Île-de-France, de Picardie, de Champagne, d'Artois et de Normandie, survenu au cours de la guerre de Cent Ans, dans un contexte de crise du royaume de France. En effet, le roi Jean le Bon est en captivité en Angleterre tandis que le dauphin Charles doit faire face à l'opposition de deux puissants personnages : le roi de Navarre Charles II (dit « le Mauvais »), prétendant au trône de France, et le prévôt des marchands de Paris, Étienne Marcel. 
Ses causes sont multiples : impopularité de la noblesse après la défaite de Poitiers ; insurrection de Paris menée par Étienne Marcel à partir de février 1358 ; agitation dans les villes du comté de Flandre.
Cette révolte est courte : elle éclate à la fin du mois de mai 1358, peut-être le 23 ou le 28, à la frontière entre Île-de-France et le Clermontois et plus particulièrement dans un petit village appelé Saint-Leu-d'Esserent,et la principale troupe des révoltés est écrasée les 9 et 10 juin en Picardie, près de Mello (actuel département de l'Oise) par une armée de nobles rassemblée par Charles le Mauvais.

## Le nom de «Grande Jacquerie»
Cette révolte tire son nom de Jacques Bonhomme, archétype du « vilain » (paysan), puis sobriquet désignant les paysans français en général, probablement du fait qu'ils portaient des vestes courtes, dites « jacques » (cf. la « jaquette »). Elle eut pour chef un dénommé Guillaume Carle, aussi nommé Jacques Bonhomme.
Cette révolte est à l'origine du terme « jacquerie » repris par la suite pour désigner toutes sortes de soulèvements populaire par le chroniqueur Nicole Gilles (mort en 1503) dans Les chroniques et annales de la France parues dès 1492.

## Contexte historique

### Difficultés du royaume
Cette révolte s'inscrit dans une période difficile, marquée par la guerre de Cent Ans, commencée en 1337, et par l'épidémie de peste noire à partir de 1348. 
La France a subi plusieurs défaites, notamment à Crécy en 1346, sous le règne de Philippe VI, et à Poitiers en septembre 1356, sous le règne de Jean le Bon, depuis lors prisonnier des Anglais d'abord à Bordeaux (capitale du duché de Guyenne, fief de France tenu par le roi d'Angleterre), puis à Londres (avril 1357). 
Ces défaites ont jeté le discrédit sur la noblesse française, imbue de chevalerie, mais incapable de vaincre une armée anglaise, moins chevaleresque, mais plus efficace.
Le pouvoir exercé en l'absence du roi par le dauphin Charles (1338-1380) est contesté : le roi de Navarre Charles II (1332-1387), petit-fils de Louis X le Hutin par sa mère Jeanne de Navarre, se considère comme spolié de la couronne de France par le choix fait en 1328 d'exclure les princesses royales de la succession ; à Paris, Étienne Marcel, prévôt des marchands, souhaite établir un certain contrôle sur la monarchie dans le cadre des états généraux. 

### Conséquences de la captivité du roi
En mars 1357, une trêve d'un an a été conclue ; mais cela signifie que des compagnies de mercenaires démobilisés, les « grandes compagnies », n'ayant plus de solde, pillent les villages et rançonnent les villes. 
Charles de Navarre, incarcéré par Jean le Bon en avril 1356, est libéré par le dauphin en 1357, ce qui lui permet de reprendre ses intrigues avec succès. 
Cela pousse Jean le Bon à conclure avec Édouard III un traité assez défavorable (janvier 1358), ce qui provoque la rébellion ouverte d'Étienne Marcel (février 1358). Paris passe aux mains du prévôt des marchands et le dauphin met la ville en état de siège. 

### Problèmes économiques et sociaux des villes et des campagnes
- Agitation dans les villes du comté de Flandre, fief du royaume de France, notamment à Bruges et à Gand, avec qui Étienne Marcel entretient des relations anciennes.

Aux difficultés liées à la guerre, notamment les grandes compagnies, et à la peste, s'ajoute pour les paysans l'accroissement dans les années 1340 et 1350 de la pression fiscale royale du fait de la guerre (et de la rançon qui devra être payée aux Anglais), mais aussi des exigences des seigneurs fonciers qui cherchent à compenser la baisse de leurs revenus, liée notamment aux mutations monétaires fréquentes.

## Histoire

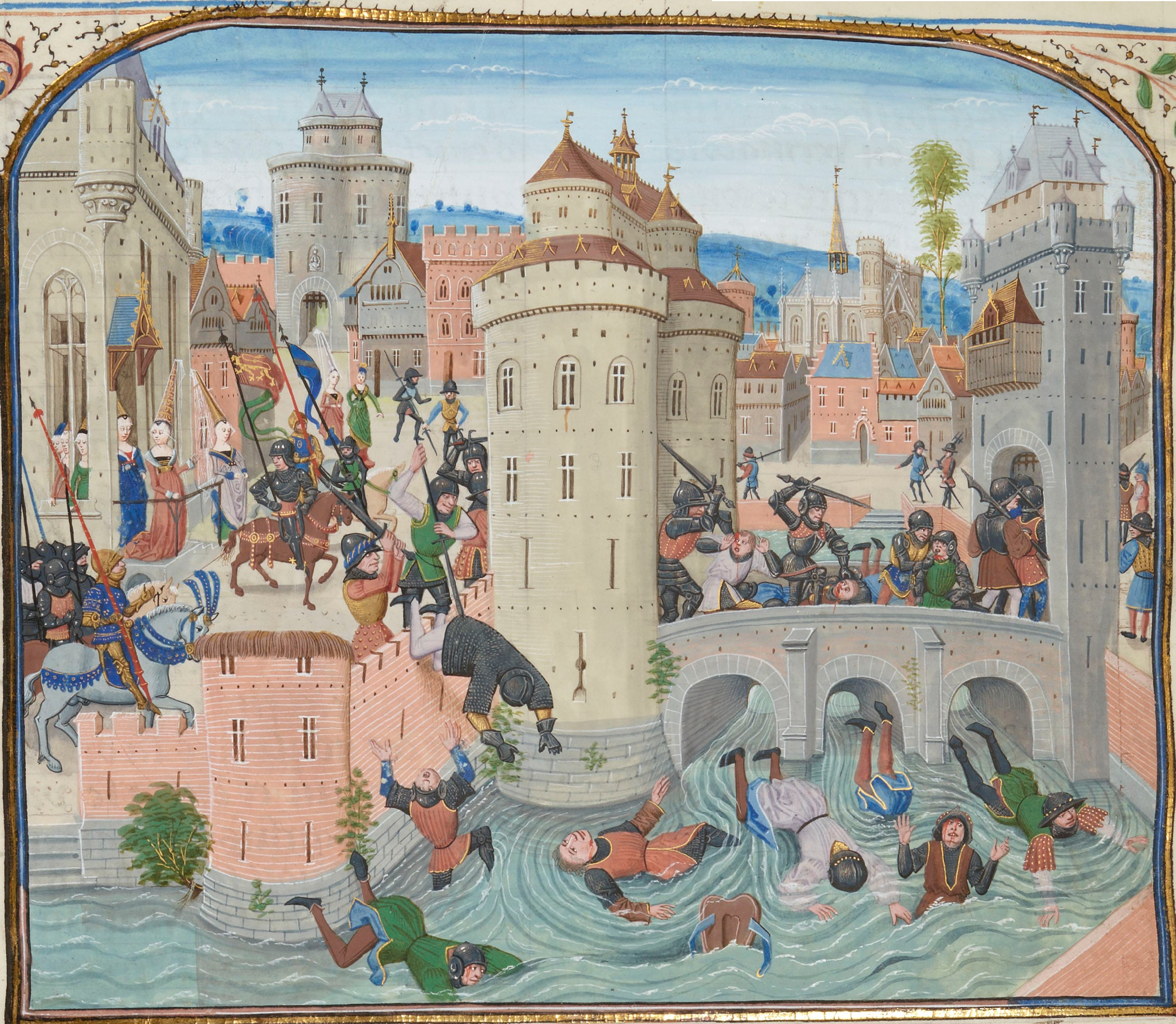
Gaston Fébus et Jean de Grailly chargent les Jacques et les Parisiens qui tentent de prendre la forteresse du marché de Meaux où est retranchée la famille du Dauphin (9 juin 1358).
Enluminure ornant les Chroniques de Jean Froissart, XVe siècle.

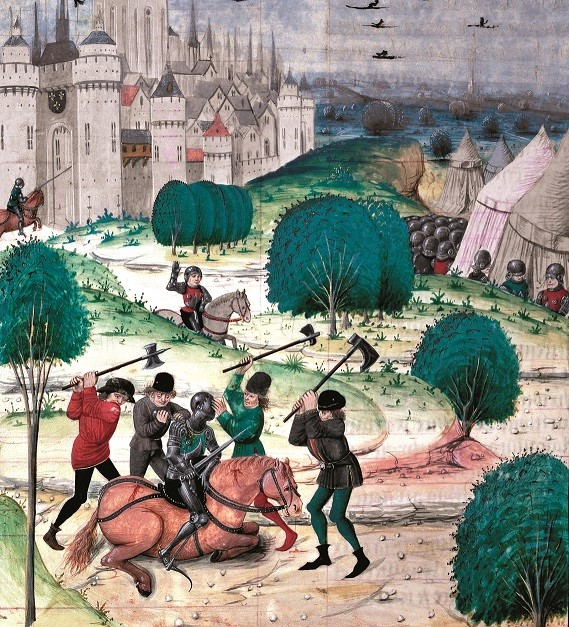
Paysans révoltés massacrant un noble au XIVe siècle. Chroniques de Froissart.

### Origines
Les origines immédiates de cette révolte sont mal connues mais semblent résulter d'échauffourées survenues entre des hommes d'armes et des paysans. 

### Les violences antinobiliaires dans le nord du royaume
Quelle que puisse être l'étincelle qui déclenche la révolte, celle-ci est tout de suite décrite avec horreur sous le terme d'« effrois » ; elle enflamme, de proche en proche, la moitié nord du pays. Les chroniques du temps dressent un catalogue des violences antinobiliaires qui se déchaînent alors sur le pays.

Ainsi, le chroniqueur Jean Froissart, dépeint, sous le terme de cruautés des « Jacques Bonhommes », un tableau pour le moins sinistre des méfaits de ceux qu'il qualifie de « chiens enragés ». Ce récit est ponctué de faits qui veulent souligner l'animalité des émeutiers : 

« Ils déclarèrent que tous les nobles du royaume de France, chevaliers et écuyers, haïssaient et trahissaient le royaume, et que cela serait grands biens que tous les détruisent. […] Lors se recueillirent et s'en allèrent sans autre conseil et sans nulle armure, seulement armés des bâtons ferrés et de couteaux, en premier à la maison d'un chevalier qui près de là demeurait. Si brisèrent la maison et tuèrent le chevalier, la dame et les enfants, petits et grands, et brûlèrent la maison. […] Ils tuèrent un chevalier et boutèrent en un hâtier et le tournèrent au feu, et le rôtirent devant la dame et ses enfants. »

Le pseudo Jean de Venette, un frère carme d'origine modeste, est plus favorable aux paysans  : 

« En cette même année 1358, en été, les paysans qui habitaient autour de Saint-Leu-d'Esserent et de Clermont-en-Beauvaisis, voyant les maux et les oppressions qui, de toute part, leur étaient infligés sans que leurs seigneurs les en protègent — au contraire ils s'en prenaient à eux comme s'ils étaient leurs ennemis — se révoltèrent contre les nobles de France et prirent les armes. Ils se regroupèrent en une grande multitude, élurent comme capitaine un paysan fort habile, Guillaume Carle, originaire de Mello. »

 De fait, quel que soit l'effroi réel des contemporains, d'autres chroniqueurs se montrent eux aussi moins éloquents sur les atrocités et moins favorables aux nobles que Froissart. Ainsi, Pierre Louvet, dans son Histoire du Beauvoisis, rappelle que « la guerre appelée la Jacquerie du Beauvoisis qui se faisait contre la noblesse du temps du roi Jean, et en son absence, arriva par le mauvais traitement que le peuple recevait de la noblesse » et le cartulaire d'une abbaye de Beauvais souligne que « la sédition cruelle et douloureuse entre le populaire contre les nobles s'éleva aussitôt. »

### La campagne du roi de Navarre contre les paysans
Charles le Mauvais, bien que roi de Navarre depuis 1349, n'est nullement navarrais : c'est un noble français de haut rang, lié à la famille royale des Capétiens (c'est un petit-fils de Louis X le Hutin par sa mère Jeanne de Navarre), comte d'Évreux (un des plus importants titres en Normandie), revendiquant le comté d'Angoulême et le comté de Champagne. 

### Répression
L'issue de la révolte, une forme de contre-jacquerie, est caractérisée par une grande violence qui marqua autant les contemporains que celle commise par les paysans. Après avoir exterminé bon nombre de révoltés, le comte de Foix et le captal de Buch, Jean de Grailly, assiégèrent la ville de Meaux dont quelques quartiers furent incendiés. De son côté, Charles le Mauvais participa à la répression et, le 9 juin, lors du carnage de Mello, il mit fin à la révolte à grand renfort d'atrocités. Le chef des révoltés, Guillaume Carle, ayant reçu l'assurance d'une trêve et d'une rémission, fut entraîné par traîtrise dans le camp des nobles où il fut supplicié et décapité. Cependant, par la suite, une certaine clémence royale se manifesta envers les principaux meneurs sous la forme de « lettres de rémission » qui constituent une autre source pour l'histoire de la Jacquerie.

## Interprétations
Les interprétations de cette révolte sont nombreuses et, au-delà de son caractère circonstanciel, elle peut être rattachée à nombre des révoltes et des émotions paysannes médiévales.
Elle a ainsi pu être comparée à la révolte anglaise de 1381, dite révolte des travailleurs d'Angleterre, à l'insurrection des remensas en Catalogne, au mouvement taborite en Bohême ou encore au mouvement hussite. Dans une certaine mesure, la révolte de 1358 fait le lien entre les révoltes paysannes du Moyen Âge central et les mouvements messianiques de l'époque moderne.
Les historiens débattent de son caractère de lutte des classes et, étant donné la présence d'éléments nobles au sein du camp des Jacques, s'interrogent sur l'homogénéité du mouvement. Enfin, au-delà d'un refus de la pression fiscale, la révolte de 1358 peut se lire comme l'expression d'une revendication à la dignité de la part des masses paysannes et d'une perte de légitimité de la noblesse. Clairement, ce sont les nobles et le régime seigneurial en crise qui sont visés tandis que les habitants des petites villes comme Senlis sont plutôt favorables aux Jacques.
La Jacquerie devait profondément marquer les esprits et son nom a été retenu par la suite pour désigner toute révolte paysanne.

### Sources primaires
- Jean Froissart, Chroniques, publiées avec les variantes des divers manuscrits par Joseph Kervyn de Lettenhove, t. VI, 1867-1877. Réimpression : Osnabrück, 1967.
- Chronique dite de Jean de Venette, éditée, traduite et présentée par Colette Beaune, Le Livre de poche, coll. « Lettres gothiques », Paris, 2011  (ISBN 978-2-253-08877-6).

#### Ouvrages généraux
- Pierre Bonnassie, Les Cinquante mots clefs de l'histoire médiévale, Toulouse, Privat, 1981.
- Michel Mollat du Jourdin et Philippe Wolff, Ongles bleus, Jacques et Ciompi, les révolutions populaires en Europe aux XIVe et XVe siècles, Paris, Calmann-Lévy, coll. « Les Grandes vagues révolutionnaires », 1970, 333 p. (présentation en ligne). Réédition : Michel Mollat du Jourdin et Philippe Wolff, Les révolutions populaires en Europe aux XIVe et XVe siècles, Paris, Flammarion, coll. « Champs » (no 279), 1993, 332 p. (ISBN 2-08-081279-3).
- (en) Samuel Kline Cohn, Jr., Lust for Liberty : The Politics of Social Revolt in Medieval Europe, 1200-1425, Cambridge (Massachusetts), Harvard University Press, 2006, X-376 p. (ISBN 0-674-02162-2, présentation en ligne).

#### Histoire de la jacquerie de 1358
- Siméon Luce, Histoire de la Jacquerie, Paris, A. Durand, 1859, XII-257 p. (lire en ligne). Nouvelle édition, augmentée et précédée d'une bibliographie des travaux de l'auteur : Siméon Luce, Histoire de la Jacquerie, Paris, Honoré Champion, 1894, XXIV-368 p. (présentation en ligne, lire en ligne).
- Maurice Dommanget, La Jacquerie, Paris, Maspero, 1971, 128 p.
- (en) Justine Firnhaber-Baker, The Jacquerie of 1358 : A French Peasants' Revolt, Oxford, Oxford University Press, coll. « Oxford Studies in Medieval European History », 2021, XXII-307 p. (ISBN 9780198856412, présentation en ligne).

#### Le cas du Beauvaisis
- Jules Flammermont, « La Jacquerie en Beauvaisis », Revue historique, Paris, Librairie Germer Baillière & Cie, t. 9 (4e année),‎ janvier-avril 1879, p. 123-143 (ISSN 0035-3264, présentation en ligne, lire en ligne).

- Raymond Dufour, Les Effrois ou la Jacquerie du Beauvaisis, Cannes, Institut coopératif de l'école moderne, coll. « Bibliothèque de travail » (no 548), 1963, VIII-24 p. (BNF 32987588).
- Émile Morel (abbé), La Jacquerie dans le Beauvaisis, principalement aux environs de Compiègne, Abbeville, Imprimerie du Cabinet historique de l'Artois et de la Picardie, 1891, 30 p. (lire en ligne).

#### Analyses
- (en) David M. Bessen, « The Jacquerie : class war or co-opted rebellion ? », Journal of Medieval History, vol. 11, no 1,‎ 1985, p. 43-59 (ISSN 0304-4181, DOI 10.1016/S0304-4181(85)80003-8).
- Raymond Cazelles, « La Jacquerie fut-elle un mouvement paysan ? », Comptes rendus de l'Académie des inscriptions et belles-lettres, Paris, Klincksieck, no 3 (122e année),‎ 1978, p. 654-666 (lire en ligne).
- Philippe Hamon, « Au temps des Jacques et des brigands : réflexions sur la « contestation » en milieu rural dans la France de la fin du Moyen Âge », dans Contester au Moyen Âge : de la désobéissance à la révolte. XLIXe Congrès de la Société des historiens médiévistes de l'enseignement supérieur public (SHMESP), Rennes, 24-27 mai 2018, Paris, Éditions de la Sorbonne, coll. « Histoire ancienne et médiévale » (no 167), 2019, 439 p. (ISBN 979-10-351-0337-8, lire en ligne), p. 109-123.
- Marie-Thérèse de Medeiros, Jacques et chroniqueurs : une étude comparée de récits contemporains relatant la Jacquerie de 1358, Paris, Honoré Champion, coll. « Nouvelle Bibliothèque du Moyen Âge » (no 7), 1979, 210 p. (ISBN 2-85203-073-X, présentation en ligne), [présentation en ligne].
- Fabrice Mouthon, Les communautés rurales en Europe au Moyen Âge. Une autre histoire politique, Rennes, Presses universitaires de Rennes, 2014,  (ISBN 978-2-7535-2927-4).
- Pierre Rigault (dir.) et Patrick Toussaint (dir.), La Jacquerie : entre mémoire et oubli, 1358-1958-2008, Amiens, Encrage, coll. « Hier » (no 38), 2012, 271 p. (ISBN 978-2-36058-007-1, présentation en ligne).

- Gaëtan Bonnot, « Dynamiques de la rémission et détours de la résolution de la conflictualité : le règlement de la jacquerie de 1358 », dans Contester au Moyen Âge : de la désobéissance à la révolte. XLIXe Congrès de la Société des historiens médiévistes de l'enseignement supérieur public (SHMESP), Rennes, 24-27 mai 2018, Paris, Éditions de la Sorbonne, coll. « Histoire ancienne et médiévale » (no 167), 2019, 439 p. (ISBN 979-10-351-0337-8, lire en ligne), p. 349-362.
- (en) Justine Firnhaber-Baker, « The Eponymous Jacquerie : Making Revolt Mean Some Things », dans Justine Firnhaber-Baker et Dirk Schoenaers (dir.), The Routledge History Handbook of Medieval Revolt, Londres, Routledge, coll. « The Routledge History Handbooks », 2017, XIII-384 p. (ISBN 9781138952225, lire en ligne), p. 55-75.
- (en) Justine Firnhaber-Baker, « Soldiers, Villagers, and Politics : Military Violence and the Jacquerie of 1358 », dans Guilhem Pépin, François Lainé et Frédéric Boutoulle (dir.), Routiers et mercenaires pendant la guerre de Cent ans. Hommage à Jonathan Sumption : actes du colloque de Berbiguières, 13-14 septembre 2013, Bordeaux / Pessac, Ausonius, coll. « Scripta mediaevalia » (no 28), 2016, 357 p. (ISBN 978-2-35613-149-2, présentation en ligne, lire en ligne), p. 101-114.
- (en) Justine Firnhaber-Baker, « The Social Constituency of the Jacquerie Revolt of 1358 », Speculum, vol. 95, no 3,‎ juillet 2020, p. 689-715 (ISSN 0038-7134, e-ISSN 2040-8072, DOI 10.1086/709361).